# Günther Herrmann
Günther Karl August Ludwig Herrmann (* 15. September 1908 in Minden; † 17. Februar 2004 in Köln) war ein deutscher Jurist und SS-Führer der zur Zeit des Nationalsozialismus bis zum Regierungsrat und SS-Standartenführer aufstieg. Herrmann war Leiter der Stapoleitstellen Kassel und Brünn, Führer des Sonderkommandos 4b und des Einsatzkommandos 12 in der UdSSR sowie Kommandeur der Einsatzgruppe E in Kroatien.

## Leben
Günther Herrmann war Sohn eines Großhandelskaufmanns Eduard Herrmann. Im Jahre 1927 legte er die Reifeprüfung ab. Danach studierte Rechts- und Staatswissenschaft an den Universitäten Kiel, Göttingen und Münster. Im Jahre 1930 legte er vor dem Justizprüfungsamt beim Oberlandesgericht Hamm die erste Juristische Staatsprüfung und im Juni 1934 in Berlin die Grosse Juristische Staatsprüfung ab. 
Zum 1. Mai 1933 trat er der NSDAP bei (Mitgliedsnummer 2.475.252). Am 25. Juni 1935 wurde er Mitglied der SS (SS-Nummer 267.283). Am 9. November 1936 wurde er zum SS-Untersturmführer ernannt.

### Bei der Gestapo
Ab Februar 1935 war Herrmann Stellvertreter des Leiters der Gestapo in Kiel. Herrmann leitete von 1936 bis 1939 die Staatspolizeileitstelle in Kassel und führte seit 1937 den dortigen Unterabschnitt des Sicherheitsdienstes (SD).
Herrmann wurde am 1. August 1938 zum SS-Obersturmführer und am 26. September 1938 zum SS-Hauptsturmführer befördert, bevor er vom 21. Dezember 1940 bis zum 1. März 1941 die Stapoleitstelle im südmährischen Brünn als Leiter übernahm.
Im Herbst des Jahres 1940 nahm Herrmann an einem zweimonatigen Lehrgang an der italienischen Kolonialschule in Rom teil. Danach kehrte er für kurze Zeit nach Brünn zurück und wurde Anfang des Jahres 1941 zum Amt I des Reichssicherheitshauptamtes in Berlin versetzt. Seine Aufgabe bestand darin, die für Angehörige des Leitenden Dienstes der Sicherheitspolizei und des Sicherheitsdienstes veranstalteten Lehrgänge an der Führerschule der Sicherheitspolizei in Berlin-Charlottenburg zu leiten.

### Bei den Einsatzgruppen der Sicherheitspolizei und des SD
Mit Beginn des Krieges gegen die Sowjetunion wurde er zum Führer des Sonderkommandos (SK) 4b der Einsatzgruppe C bestellt. Herrmann setzte sich mit seiner Einheit im Verbund der Einsatzgruppe C vom Aufstellungsort Bad Schmiedeberg im heutigen Sachsen-Anhalt am 23. Juni 1941 über Oberschlesien nach Galizien in Marsch. Am 30. Juni 1941 erreichte ein Vorkommando des SK 4b Lemberg. Vom Chef der Einsatzgruppe C, SS-Brigadeführer und Generalmajor der Polizei Otto Rasch, wurde dieses mit der Unterstützung der von der Wehrmacht aufgestellten ukrainischen Miliz beauftragt. Am 5. Juli 1941 befand sich das SK 4b in Tarnopol und zog über Proskurow weiter nach Winniza. Anfang August erreichte die Einheit Kirowograd in der südlichen Ukraine. Im September 1941 wechselte das SK 4b von Krementschug nach Poltawa. Hier erschoss später die Einheit Herrmanns 565 Insassen der örtlichen „Irrenanstalt“ wegen der auch im Hinblick auf die Versorgung der Lazarette „außerordentlich kritischen Ernährungslage der Stadt […] unter dem Vorwand, der Überführung der Kranken in eine andere, bessere Anstalt in Charkow“ (Ereignismeldung 135 vom 19. November 1941).
Zwischenzeitlich am 1. September 1942 zum SS-Obersturmbannführer befördert, führte er von Oktober 1942 bis März 1943 das Einsatzkommando (EK) 12 der Einsatzgruppe D. Das EK 12 war bis Ende 1942 im Gefolge der 11. Armee bis in den Kaukasus vorgedrungen. Unter der Führung von Herrmann musste es allerdings im Februar 1943 aufgrund der militärischen Lage wieder den Rückzug antreten.
Anschließend wurde er auf den Balkan versetzt und ab dem 24. April 1943 zum Kommandeur der Einsatzgruppe E in Kroatien ernannt, die er bis 1944 führte. Die letzte Beförderung zum SS-Standartenführer erfolgte zum 30. Januar 1945.

### Nach dem Krieg
Herrmann schlug sich, ohne in Gefangenschaft zu geraten, zu seiner Familie nach Minden durch und verdiente seinen Lebensunterhalt in den folgenden Jahren als Bauarbeiter. Ab 1950 war Herrmann als kaufmännischer Angestellter bei der Firma Brüggemann GmbH in Ratingen beschäftigt. Am 25. September 1962 wurde er verhaftet, erhielt jedoch Haftverschonung. Von 1964 bis 1969 war er als Geschäftsführer in einem Kölner Supermarkt tätig. Vom Landgericht Düsseldorf wurde Herrmann am 12. Januar 1973 wegen gemeinschaftlicher Beihilfe zum Mord (Tötung von Juden und psychisch Erkrankten in Poltawa, Artemowsk, Winniza, Kirowograd und Gorlowka (Ukraine) in den Jahren 1941/42) zu einer Gefängnisstrafe von sieben Jahren verurteilt. Der Bundesgerichtshof bestätigte das Urteil am 1. April 1976. Am 26. Oktober 1980 wurde er aus der Haft entlassen.
Seine Lebensgeschichte wird als durchgängige Nebenfigur im biografischen Roman Maneks Listen erzählt, dessen Protagonist Ernst Beschinsky/Emanuel Willner mit seiner Frau Ilse Focke 1948 in Zagreb für die unwissentliche aber illegale Beherbergung von Herrmanns Frau Ursula verurteilt wurde.